# Bagdonas
Bagdonas ist ein litauischer männlicher Familienname.

## Ableitung
- Bagdonavičius

## Weibliche Formen
- Bagdonaitė (ledig)
- Bagdonienė (verheiratet)

## Namensträger
- Albinas Bagdonas (* 1941), litauischer Psychologe
- Andrius Bagdonas (* 1974), litauischer Politiker, Seimas-Mitglied
- Ed Bagdonas (* 1937), US-amerikanischer Hammerwerfer
- Gediminas Bagdonas (* 1985), litauischer Radrennfahrer
- Gintaras Bagdonas (* 1965), litauischer Offizier, und Militärakademie-Leiter
- Juozas Bagdonas (* 1968), litauischer Ruderer
- Rimantas Bagdonas (* 1938), sowjetischer Ringer